# Laura Roesler
Laura Roesler (ur. 19 grudnia 1991) – amerykańska lekkoatletka specjalizująca się w biegach średniodystansowych.
Szósta zawodniczka biegu na 800 metrów podczas mistrzostw panamerykańskich juniorów w Port-of-Spain (2009). Rok później sięgnęła po złoto juniorskich mistrzostw świata w sztafecie 4 × 400 metrów. Stawała na podium mistrzostw USA. Złota medalistka mistrzostw NCAA.

## Osiągnięcia
| Rok  | Impreza                              | Miejsce       | Konkurencja             | Lokata     | Wynik   |
| ---- | ------------------------------------ | ------------- | ----------------------- | ---------- | ------- |
| 2009 | Mistrzostwa panamerykańskie juniorów | Port-of-Spain | bieg na 800 metrów      | 6. miejsce | 2:07,50 |
| 2010 | Mistrzostwa świata juniorów          | Moncton       | bieg na 800 metrów      | półfinał   | 2:04,34 |
| 2010 | Mistrzostwa świata juniorów          | Moncton       | sztafeta 4 × 400 metrów | 1. miejsce | 3:31,20 |
| 2016 | Halowe mistrzostwa świata            | Portland      | bieg na 800 metrów      | 4. miejsce | 2:00,80 |
| 2017 | IAAF World Relays                    | Nassau        | sztafeta 4 × 800 metrów | 1. miejsce | 8:16,36 |

## Rekordy życiowe
- Bieg na 800 metrów (stadion) – 1:59,04 (2014)
- Bieg na 800 metrów (hala) – 2:00,49 (2016)